# Châtenay (Saône-et-Loire)
Châtenay ist eine französische Gemeinde mit 168 Einwohnern (Stand: 1. Januar 2022) im Département Saône-et-Loire in der Region Bourgogne-Franche-Comté. Sie gehört zum Arrondissement Charolles und zum Gemeindeverband Communauté de communes Brionnais Sud Bourgogne. Die Einwohner werden Châtenoyons und Châtenoyonnes genannt.
Die Gemeinde erhielt 2022 die Auszeichnung „Eine Blume“, die vom Conseil national des villes et villages fleuris (CNVVF) im Rahmen des jährlichen Wettbewerbs der blumengeschmückten Städte und Dörfer verliehen wird.

## Geografie
Châtenay liegt an der Grenze zum benachbarten Département Rhône etwa 50 Kilometer westlich von Mâcon in den Hügellandschaften von Brionnais und Charolais. Nachbargemeinden von Châtenay sind Gibles im Norden, Aigueperse im Osten, Saint-Racho im Süden sowie Varennes-sous-Dun im Westen.

## Bevölkerungsentwicklung
| Jahr                      | 1962 | 1968 | 1975 | 1982 | 1990 | 1999 | 2006 | 2011 | 2016 |
| Einwohner                 | 258  | 260  | 229  | 214  | 184  | 166  | 166  | 161  | 163  |
| Quelle: Cassini und INSEE |      |      |      |      |      |      |      |      |      |

## Sehenswürdigkeiten

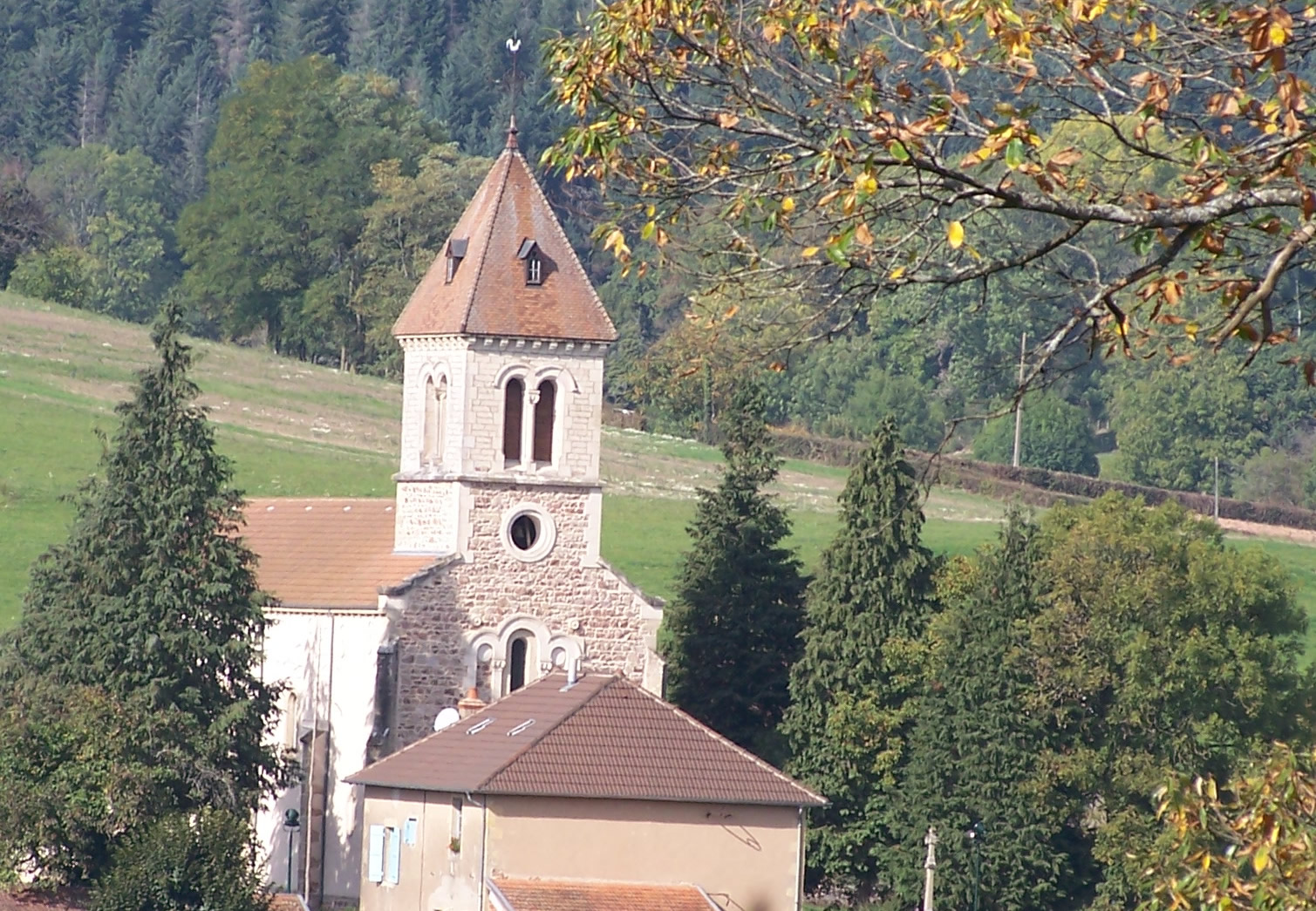
Kirche Saint-Joseph

- Kirche Saint-Joseph von 1877
- Museum „Haus der alten Berufe“

## Belege
1. ↑  CHATENAY. Conseil national des villes et villages fleuris, abgerufen am 5. August 2023 (französisch).
2. ↑  Châtenay auf cassini.ehess.fr
3. ↑  Châtenay auf insee.fr